# ZAC Guilleminot-Vercingétorix
La ZAC Guilleminot-Vercingétorix est une zone d'aménagement concerté située dans le 14e arrondissement de Paris.

## Situation et accès
D'une superficie d'environ 10,5 hectares la « ZAC Guilleminot-Vercingétorix » est délimitée par la partie sud de la place de Catalogne, le réseau ferré de la
Gare Montparnasse, l'avenue du Maine, les rues Raymond-Losserand, de l'Ouest et Decrès, et la rue du Moulin-de-la-Vierge.

## Historique
Ce dispositif fait partie, à partir en 1962 et 1964, d'une les zones de rénovation Vandamme et Plaisance. 
Le 25 février 1974, il est décidé de la création de la « ZAC Guilleminot » qui comprend principalement l'îlot insalubre n°17. 
Après l'abandon de la construction de la radiale Vercingétorix, la création de la « ZAC Guilleminot Vercingétorix » est approuvée par arrêté préfectoral du 15 avril 1980 et une nouvelle convention est signée le 4 septembre 1980 avec la SEMIREP. 
Un arrêté préfectoral du 19 octobre 1984 modifie le périmètre la « ZAC Guilleminot » en prenant le nom de « ZAC Guilleminot-Vercingétorix » dont une partie empiétait sur une portion ZAC Jean-Zay et le plan d'aménagement de zone (PAZ) 
L'aménagement du quartier étant terminé depuis le 31 décembre 2000, la « ZAC Guilleminot-Vercingétorix » est supprimée par délibération du Conseil municipal de Paris des  13 et 14 décembre 2004

## Équipements et logements
la ZAC comprend 2 386 logements, 1 350 m2 de bureaux, 11 308 m2 de commerces, 1 695 m2 d'activités, une école maternelle de 6 classes, une école élémentaire de 10 classes, une crèche de 80 berceaux, un collège de 600 places, un gymnase, 3 salles de sports.

## Voies
Voies entièrement ou partiellement incluses dans la « ZAC Guilleminot-Vercingétorix »
- Place de l'Abbé-Jean-Lebeuf
- Square de l'Abbé-Lemire
- Rue Alain
- Rue Bernard-de-Ventadour
- Rue du Cange
- Square du Cardinal-Wyszynski
- Place de Catalogne
- Place Constantin-Brancusi
- Rue Jean-Zay
- Jardin du Moulin de la Vierge - Carole Roussopoulos
- Jardin du Moulin-des-Trois-Cornets
- Rue Raymond-Losserand
- Place de Séoul
- Rue Vercingétorix